# Wioślarstwo na Letnich Igrzyskach Olimpijskich 2012 – ósemka mężczyzn
Ósemka mężczyzn (M8+) była trzecią konkurencją w wioślarstwie rozgraną podczas Letnich Igrzysk Olimpijskich 2012, która odbyła się między 28 lipca a 1 sierpnia na sztucznym zbiorniku wodnym Dorney Lake. Złotego medalu sprzed czterech lat broniła osada z Kanady, która ostatecznie zajęła drugie miejsce. Mistrzami olimpijskimi zostali wioślarze z Niemiec.

## System rozgrywek
W rozgrywkach udział brało 8 osad. Podzielone zostały na dwa wyścigi eliminacyjne. Zwycięzcy wyścigów eliminacyjnych awansowali do finału A, pozostałe ekipy rywalizowały w repasażach. Z repasaży cztery najlepsze osady dołączyły do finału A, gdzie walczyły o medale, natomiast dwie ostatnie rywalizowały w finale B o miejsca 7-8.

## Rekordy
Tabela przedstawia najlepsze wyniki, które uzyskali zawodnicy na świecie i na igrzyskach olimpijskich przed rozpoczęciem zmagań. 
| Rekord świata     | Kanada            | 5:19,35 | Lucerna, Szwajcaria | 25.05.2012 |
| Rekord olimpijski | Stany Zjednoczone | 5:19,85 | Ateny, Grecja       | 15.08.2004 |

## Terminarz
| Data            | Godzina (UTC+1) | Wydarzenie |
| --------------- | --------------- | ---------- |
| 28 lipca 2012   | 10:10           | Eliminacje |
| 30 lipca 2012   | 9:50            | Repasaże   |
| 1 sierpnia 2012 | 10:30           | Finał B    |
| 1 sierpnia 2012 | 12:30           | Finał A    |

## Składy osad
| Dziób             | Miejsce 2          | Miejsce 3               | Miejsce 4          | Miejsce 5           | Miejsce 6         | Miejsce 7          | Strok                 | Sternik             |
| ----------------- | ------------------ | ----------------------- | ------------------ | ------------------- | ----------------- | ------------------ | --------------------- | ------------------- |
| Australia         |                    |                         |                    |                     |                   |                    |                       |                     |
| Samuel Loch       | Francis Hegerty    | Cameron McKenzie-McHarg | Bryn Coudraye      | Thomas Swann        | Joshua Booth      | Matthew Ryan       | Nicholas Purnell      | Tobias Lister       |
| Holandia          |                    |                         |                    |                     |                   |                    |                       |                     |
| Sjoerd Hamburger  | Diederik Simon     | Rogier Blink            | Matthijs Vellenga  | Roel Braas          | Jozef Klaassen    | Olivier Siegelaar  | Mitchel Steenman      | Peter Wiersum       |
| Kanada            |                    |                         |                    |                     |                   |                    |                       |                     |
| Gabriel Bergen    | Douglas Csima      | Robert Gibson           | Conlin McCabe      | Malcolm Howard      | Andrew Byrnes     | Jeremiah Brown     | Will Crothers         | Brian Price         |
| Niemcy            |                    |                         |                    |                     |                   |                    |                       |                     |
| Filip Adamski     | Andreas Kuffner    | Eric Johannesen         | Maximilian Reinelt | Richard Schmidt     | Lukas Müller      | Florian Mennigen   | Kristof Wilke         | Martin Sauer        |
| Polska            |                    |                         |                    |                     |                   |                    |                       |                     |
| Marcin Brzeziński | Piotr Juszczak     | Mikołaj Burda           | Piotr Hojka        | Zbigniew Schodowski | Michał Szpakowski | Krystian Aranowski | Rafał Hejmej          | Daniel Trojanowski  |
| Stany Zjednoczone |                    |                         |                    |                     |                   |                    |                       |                     |
| David Banks       | Grant James        | Ross James              | Will Miller        | Giuseppe Lanzone    | Stephen Kasprzyk  | Jacob Cornelius    | Brett Newlin          | Zachary Vlahos      |
| Ukraina           |                    |                         |                    |                     |                   |                    |                       |                     |
| Anton Cholaznykow | Wiktor Hrebennykow | Iwan Tymko              | Artem Moroz        | Andrij Pryweda      | Wałentyn Kleckoj  | Ołeh Łykow         | Serhij Czykanow       | Ołeksandr Konowaluk |
| Wielka Brytania   |                    |                         |                    |                     |                   |                    |                       |                     |
| Alex Partridge    | James Foad         | Tom Ransley             | Richard Egington   | Mohamed Sbihi       | Greg Searle       | Matthew Langridge  | Constantine Louloudis | Phelan Hill         |

## Wyniki

### Eliminacje

#### Wyścig 1
| Poz. | Zawodnicy                                                                                      | Państwo           | 500 m   | 1000 m  | 1500 m  | Wynik   | Różnica | Uwagi   |
| ---- | ---------------------------------------------------------------------------------------------- | ----------------- | ------- | ------- | ------- | ------- | ------- | ------- |
| 1    | Banks, G. James, R. James, Miller, Lanzone, Kasprzyk, Cornelius, Newlin, Vlahos (s)            | Stany Zjednoczone | 1:20,70 | 2:43,14 | 4:07,02 | 5:30,72 | 0,00    | finał A |
| 2    | Loch, Hegerty, McKenzie-McHarg, Coudraye, Swann, Booth, Ryan, Purnell, Lister (s)              | Australia         | 1:21,94 | 2:45,99 | 4:09,79 | 5:32,43 | +1,71   | R       |
| 3    | Brzeziński, Juszczak, Burda, Hojka, Schodowski, Szpakowski, Aranowski, Hejmej, Trojanowski (s) | Polska            | 1:22,36 | 2:47,15 | 4:11,63 | 5:35,64 | +4,92   | R       |
| 4    | Cholaznykow, Hrebennykow, Tymko, Moroz, Pryweda, Kleckoj, Łykow, Czykanow, Konowaluk (s)       | Ukraina           | 1:22,15 | 2:48,93 | 4:14,59 | 5:38,02 | +7,30   | R       |

#### Wyścig 2
| Poz. | Zawodnicy                                                                            | Państwo         | 500 m   | 1000 m  | 1500 m  | Wynik   | Różnica | Uwagi   |
| ---- | ------------------------------------------------------------------------------------ | --------------- | ------- | ------- | ------- | ------- | ------- | ------- |
| 1    | Adamski, Kuffner, Johannesen, Reinelt, Schmidt, Müller, Mennigen, Wilke, Sauer (s)   | Niemcy          | 1:18,60 | 2:40,22 | 4:04,08 | 5:25,52 | 0,00    | finał A |
| 2    | Partridge, Foad, Ransley, Egington, Sbihi, Searle, Langridge, Louloudis, Hill (s)    | Wielka Brytania | 1:20,15 | 2:42,26 | 4:05,44 | 5:27,61 | +2,09   | R       |
| 3    | Hamburger, Simon, Blink, Vellenga, Braas, Klaassen, Siegelaar, Steenman, Wiersum (s) | Holandia        | 1:20,78 | 2:43,23 | 4:06,51 | 5:28,99 | +3,47   | R       |
| 4    | Bergen, Csima, Gibson, McCabe, Howard, Byrnes, Brown, Crothers, Price (s)            | Kanada          | 1:19,90 | 2:43,79 | 4:09,09 | 5:37,91 | +12,39  | R       |

### Repasaże
| Poz. | Zawodnicy                                                                                      | Państwo         | 500 m   | 1000 m  | 1500 m  | Wynik   | Różnica | Uwagi   |
| ---- | ---------------------------------------------------------------------------------------------- | --------------- | ------- | ------- | ------- | ------- | ------- | ------- |
| 1    | Partridge, Foad, Ransley, Egington, Sbihi, Searle, Langridge, Louloudis, Hill (s)              | Wielka Brytania | 1:19,84 | 2:40,83 | 4:03,93 | 5:26,85 | 0,00    | finał A |
| 2    | Bergen, Csima, Gibson, McCabe, Howard, Byrnes, Brown, Crothers, Price (s)                      | Kanada          | 1:20,13 | 2:42,41 | 4:05,28 | 5:27,41 | +0,56   | finał A |
| 3    | Hamburger, Simon, Blink, Vellenga, Braas, Klaassen, Siegelaar, Steenman, Wiersum (s)           | Holandia        | 1:22,61 | 2:43,63 | 4:06,71 | 5:27,98 | +1,13   | finał A |
| 4    | Loch, Hegerty, McKenzie-McHarg, Coudraye, Swann, Booth, Ryan, Purnell, Lister (s)              | Australia       | 1:20,38 | 2:43,44 | 4:06,32 | 5:28,67 | +1,82   | finał A |
| 5    | Brzeziński, Juszczak, Burda, Hojka, Schodowski, Szpakowski, Aranowski, Hejmej, Trojanowski (s) | Polska          | 1:20,70 | 2:44,94 | 4:07,99 | 5:30,34 | +3,49   | finał B |
| 6    | Cholaznykow, Hrebennykow, Tymko, Moroz, Pryweda, Kleckoj, Łykow, Czykanow, Konowaluk (s)       | Ukraina         | 1:23,61 | 2:46,45 | 4:13,94 | 5:42,19 | +15,34  | finał B |

### Finały

#### Finał A
| Poz. | Zawodnicy                                                                            | Państwo           | 500 m   | 1000 m  | 1500 m  | Wynik   | Różnica |
| ---- | ------------------------------------------------------------------------------------ | ----------------- | ------- | ------- | ------- | ------- | ------- |
| 1    | Adamski, Kuffner, Johannesen, Reinelt, Schmidt, Müller, Mennigen, Wilke, Sauer (s)   | Niemcy            | 1:24,81 | 2:53,90 | 4:22,27 | 5:48,75 | 0,00    |
| 2    | Bergen, Csima, Gibson, McCabe, Howard, Byrnes, Brown, Crothers, Price (s)            | Kanada            | 1:26,13 | 2:55,49 | 4:23,92 | 5:49,98 | +1,23   |
| 3    | Partridge, Foad, Ransley, Egington, Sbihi, Searle, Langridge, Louloudis, Hill (s)    | Wielka Brytania   | 1:25,15 | 2:54,33 | 4:22,54 | 5:51,18 | +2,43   |
| 4    | Banks, G. James, R. James, Miller, Lanzone, Kasprzyk, Cornelius, Newlin, Vlahos (s)  | Stany Zjednoczone | 1:27,11 | 3:00,53 | 4:25,07 | 5:51,48 | +2,73   |
| 5    | Hamburger, Simon, Blink, Vellenga, Braas, Klaassen, Siegelaar, Steenman, Wiersum (s) | Holandia          | 1:26,40 | 2:55,73 | 4:24,54 | 5:51,72 | +2,97   |
| 6    | Loch, Hegerty, McKenzie-McHarg, Coudraye, Swann, Booth, Ryan, Purnell, Lister (s)    | Australia         | 1:26,63 | 2:56,43 | 4:25,98 | 5:51,87 | +3,12   |

#### Finał B
| Poz. | Zawodnicy                                                                                      | Państwo | 500 m   | 1000 m  | 1500 m  | Wynik   | Różnica |
| ---- | ---------------------------------------------------------------------------------------------- | ------- | ------- | ------- | ------- | ------- | ------- |
| 1    | Brzeziński, Juszczak, Burda, Hojka, Schodowski, Szpakowski, Aranowski, Hejmej, Trojanowski (s) | Polska  | 1:25,08 | 2:54,86 | 4:26,52 | 5:57,67 | 0,00    |
| 2    | Cholaznykow, Hrebennykow, Tymko, Moroz, Pryweda, Kleckoj, Łykow, Czykanow, Konowaluk (s)       | Ukraina | 1:26,79 | 2:58,79 | 4:33,59 | 6:07,33 | +9,66   |

### Podsumowanie
| Poz. | Zawodnicy                                                                                      | Państwo           |
| ---- | ---------------------------------------------------------------------------------------------- | ----------------- |
|      | Adamski, Kuffner, Johannesen, Reinelt, Schmidt, Müller, Mennigen, Wilke, Sauer (s)             | Niemcy            |
|      | Bergen, Csima, Gibson, McCabe, Howard, Byrnes, Brown, Crothers, Price (s)                      | Kanada            |
|      | Partridge, Foad, Ransley, Egington, Sbihi, Searle, Langridge, Louloudis, Hill (s)              | Wielka Brytania   |
| 4    | Banks, G. James, R. James, Miller, Lanzone, Kasprzyk, Cornelius, Newlin, Vlahos (s)            | Stany Zjednoczone |
| 5    | Hamburger, Simon, Blink, Vellenga, Braas, Klaassen, Siegelaar, Steenman, Wiersum (s)           | Holandia          |
| 6    | Loch, Hegerty, McKenzie-McHarg, Coudraye, Swann, Booth, Ryan, Purnell, Lister (s)              | Australia         |
| 7    | Brzeziński, Juszczak, Burda, Hojka, Schodowski, Szpakowski, Aranowski, Hejmej, Trojanowski (s) | Polska            |
| 8    | Cholaznykow, Hrebennykow, Tymko, Moroz, Pryweda, Kleckoj, Łykow, Czykanow, Konowaluk (s)       | Ukraina           |